# Rainway
 (mars 2022).
Rainway est un service de streaming de jeux vidéo. Il permet aux utilisateurs de jouer à des jeux sur leur PC ayant Windows 10 et d'y jouer sur d'autres appareils via une connexion Internet. La version bêta initiale a été lancée le 20 janvier 2018. La version 1.0 du logiciel est sortie le 31 janvier 2019.

## Compatibilité
Rainway est compatible avec les jeux achetés sur Steam, Origin, Battle.net, itch.io, GOG.com et Uplay. Le service peut fonctionner dans les navigateurs Web et sera également compatible avec les téléphones mobiles iOS et Android, ainsi que les consoles Xbox One.

## Histoire
Rainway a été annoncé pour la première fois en mars 2017 par Andrew Sampson, avec une version bêta prévue pour le 5 mai. L'annonce a été faite sur le site officiel d'Ulterius, un autre service de streaming sur lequel Sampson a travaillé et qui utilisait des technologies similaires, mais se concentrait sur la fonctionnalité du bureau à distance plutôt que sur le streaming de jeux,. Cependant, Rainway n'a attiré l'attention du public qu'en avril, lorsqu'à été annoncé qu'il serait compatible avec la Nintendo Switch. Lors de l'E3 2017, Rainway a annoncé que la version bêta de Rainway serait lancée le 25 novembre. La version bêta a ensuite été à nouveau reportée au 20 janvier 2018. 
En août 2018, Rainway a clos son capital d'amorçage, après avoir levé 1,5 million de dollars avec GoAhead Ventures. Le logiciel a quitté la version bêta le 31 janvier 2019, avec la sortie de la version 1.0.
Plus tard en 2019, David Perry (ancien PDG de Gaikai) et Jon Kimmich ont rejoint le comité consultatif de la société. Les investisseurs comprenaient Bullpen Capital, Madrona Venture Group, GoAhead Ventures et Bill Mooney. Une version bêta publique sur iOS est sortie le 9 septembre 2019,.